# Carvalho Leite
Carlos Antônio Dobbert de Carvalho Leite, ou plus simplement Carvalho Leite (Niterói, 25 juin 1912 à Bagé - Rio de Janeiro, 19 juillet 2004), était un footballeur brésilien, évoluant au poste d'attaquant.

## Biographie
Il participe notamment aux coupes du monde de 1930 et 1934, avec la sélection brésilienne, pour laquelle il marque, en tout, 15 buts en 25 matches. Sa carrière se déroule de 1929 à 1940.
Pour le Botafogo FR, où il effectue presque toute sa carrière, il marque 273 buts en 326 matches et prend une part importante dans les conquêtes de titres de champion de Rio de Janeiro au début des années 1930.
Sa carrière est interrompue prématurément en 1941 par une blessure alors qu'il n'avait que 29 ans. Il deviendra plus tard médecin du club.

## Palmarès
- Champion de l'État de Rio de Janeiro en 1930, 1932, 1933, 1934 et 1935 avec Botafogo FR.